# Iztacalco
Iztacalco Mexikóváros legkisebb területű kerülete. Lakossága 2010-ben meghaladta a 380 000 főt.

## Földrajz

### Fekvése
A kerület Mexikóváros keleti részén található, területe sík, teljesen be van építve. Két vízfolyása van, de mindkettő csövekbe van bevezetve: a Río La Piedad és a kerület közepén észak–déli irányban húzódó Río Churubusco.

### Éghajlat
A kerület éghajlata meleg, de nem forró, és nyáron–ősz elején csapadékos. Minden hónapban mértek már legalább 28 °C-os hőséget, de a rekord nem érte el a 36 °C-ot. Az átlagos hőmérsékletek a januári 12,3 és a májusi–júniusi 18,6 fok között váltakoznak, fagy a legtöbb hónapban előfordulhat. Az évi átlagosan 605 mm csapadék időbeli eloszlása nagyon egyenetlen: a júniustól szeptemberig tartó 4 hónapos időszak alatt hull az éves mennyiség több mint 70%-a.
| Hónap                                   | Jan. | Feb. | Már. | Ápr. | Máj. | Jún. | Júl. | Aug. | Szep. | Okt. | Nov. | Dec. | Év   |
| --------------------------------------- | ---- | ---- | ---- | ---- | ---- | ---- | ---- | ---- | ----- | ---- | ---- | ---- | ---- |
| Rekord max. hőmérséklet (°C)            | 28,0 | 30,0 | 32,0 | 33,0 | 35,5 | 32,0 | 30,5 | 29,0 | 29,5  | 30,5 | 34,0 | 29,0 | 35,5 |
| Átlagos max. hőmérséklet (°C)           | 23,2 | 25,1 | 27,3 | 28,3 | 27,7 | 26,0 | 24,9 | 25,3 | 24,5  | 24,0 | 23,9 | 22,9 | 25,3 |
| Átlaghőmérséklet (°C)                   | 12,3 | 14,1 | 16,7 | 18,1 | 18,6 | 18,6 | 17,8 | 17,9 | 17,6  | 15,7 | 14,6 | 13,2 | 16,3 |
| Átlagos min. hőmérséklet (°C)           | 1,5  | 3,0  | 6,2  | 8,0  | 9,6  | 11,2 | 10,7 | 10,4 | 10,6  | 7,5  | 5,2  | 3,5  | 7,3  |
| Rekord min. hőmérséklet (°C)            | −8,5 | −7,0 | −5,0 | −2,5 | 0,7  | 6,0  | 5,0  | −4,0 | 2,5   | −4,0 | −6,5 | −9,0 | −9,0 |
| Átl. csapadékmennyiség (mm)             | 7    | 2    | 8    | 24   | 60   | 98   | 117  | 126  | 84    | 52   | 22   | 5    | 605  |
| Forrás: Servicio Meteorológico Nacional |      |      |      |      |      |      |      |      |       |      |      |      |      |

## Népesség
A kerület népessége a közelmúltban folyamatosan csökkent:
| Év   | Lakosság |
| ---- | -------- |
| 1990 | 448 322  |
| 1995 | 418 982  |
| 2000 | 411 321  |
| 2005 | 395 025  |
| 2010 | 384 326  |

## Története
Iztacalco (a 20. század második feléig Ixtacalco) neve a navatl nyelvből ered, de jelentésére többféle magyarázat is van. Abban megegyeznek, hogy a calco végződés a calli („ház”) és a co helynévképző összetételéből ered, a név eleje viszont az egyik értelmezés szerint a „só” jelentésű ixtatl, a másik szerint a „fehér” jelentésű iztac szóból származik.
Első lakói a Texcoco-tó magas ásványianyag-tartalmú vizéből való sókinyeréssel foglalkoztak. A posztklasszikus korban Iztacalco a texcocói uradalomhoz tartozott, és így a hármas szövetségben részt vevő aztékok egyik szövetségese volt. Miután a spanyolok elpusztították Tenochtitlant, Iztacalcóban ferences misszionáriusok telepedtek meg, akik a tó közepén felépítették a Szent Mátyás-kolostort, de a település lakossága ezekben az időkben igen alacsony volt, a 300 főt sem érte el. A 19. század közepén, amikor már folyamatban volt a Mexikói-völgyet elfoglaló tavak lecsapolása, Iztacalco területén is számos csatorna létezett. Amikor a Szövetségi Körzet területét községekbe szervezték, Iztacalco az egyik község székhelye lett, ekkor hozzá tartoztak olyan területek is, amelyek ma Iztapalapa és Benito Juárez részét képezik. A 19. század végén Tlalpanhoz került, ekkor mintegy 2800 lakója volt.
A 19. században fontos szerepet töltött be a tóparti települések és Mexikóváros központja közti forgalomban és kereskedelemben, de nem csak a külső településeken, hanem az itteni csinampákon termelt zöldségeket is árusították mind a központban, mind a zacatlalmancói kikötő mellett felépült piacon. Egészen az 1930-as évekig, amikor is a Viga-csatorna is kiszáradt, jelentős volt a csinampás termelés a településen, de ezután az egykori csatornák helyét  lassan közutak foglalták el. Iztacalco csak a 20. század közepén kezdett a főváros igazi külvárosává válni, ekkor telepedett meg itt először az ipar. A lakosság, de ezzel együtt a bűnözés is a következő évtizedekben gyorsan nőtt, ma Mexikóváros egyik legveszélyesebb kerületének számít.

## Turizmus, látnivalók, kultúra
Iztacalcóban nincsenek fontos turisztikai célpontok, műemlékek, múzeumok, viszont kultúrája jelentős: az egész év során számos (főként vallási) ünnepséget és fesztivált tartanak. Zöldfelület is igen kevés van a kerületben, mindössze a Magdalena Mixhuca Sportvárosban található egy eukaliptuszfákkal beültetett rész, valamint az Iztapalapa határán, a kerület keleti részén fekvő városrészben egy ökopark, amely iskolai oktatás céljait is szolgálja. Az előbb említett sportközponthoz tartozik az 1968-as olimpiára felépített Sportpalota.
A kerületben található az Autódromo Hermanos Rodríguez nevű versenypálya, ahol a 20. század alkalmával többször rendeztek Formula–1-es futamot, 2015-ös felújítása után pedig újra ez a helyszíne a mexikói nagydíjaknak.